# Rainer Philipp (Denkmalpfleger)
Rainer Philipp (* 21. Juli 1952 in Halle (Saale); † 21. November 2013 ebenda) war ein deutscher Denkmalpfleger.

## Leben
Philipp wuchs in Halle (Saale) auf und absolvierte nach einer Berufsausbildung zum Baufacharbeiter das Studium der Bauproduktion an der Ingenieurhochschule Cottbus, das er im Jahr 1979 als Diplom-Ingenieur abschloss. Nach Tätigkeiten in der Wasserwirtschaft und im Bergbau und privatem Engagement in der Arbeitsgruppe „Gesellschaft für Denkmalpflege“ im Kulturbund der DDR kam er im Jahr 1987 zur Arbeitsstelle Halle des Instituts für Denkmalpflege der DDR. Diese wurde nach 1990 zum Landesamt für Denkmalpflege des Landes Sachsen-Anhalt und ging im Jahr 2004 im Landesamt für Denkmalpflege und Archäologie Sachsen-Anhalt auf. Dort war er bis zu seinem Tod beschäftigt.
Als zuständiger Fachreferent baute er nach 1990 das Sachgebiet Technik- und Industriedenkmalpflege im Landesamt auf und war sowohl für die Bewertung und vollständige Neuerfassung des umfangreichen Denkmalbestands dieser Gattung im Land Sachsen-Anhalt als auch für praktische Denkmalpflege an den Bauten und Anlagen verantwortlich. Im Laufe seiner Tätigkeit entstanden dabei eine Vielzahl von Gutachten, Stellungnahmen und Fachaufsätzen von grundlegender Bedeutung.
Im Jahr 2004 übernahm er zusätzlich die Tätigkeit als Gebietsreferent der Bau- und Kunstdenkmalpflege für das Gebiet des Landkreises Wernigerode, der durch Montandenkmale maßgeblich mitgeprägt ist.

## Veröffentlichungen
- Überblick über die Montandenkmale des Ostharzes. In: Berichte zur Denkmalpflege in Niedersachsen. 4/1992, 4. Tag der Niedersächsischen Denkmalpflege in Goslar 4. und 5. September 1992.
- Die Mühlen sowie die Wasserkunst an der Mühlpforte. In: Hallesche Baudenkmale zwischen Zerstörung und Erhalt. Arbeitskreis Innenstadt, Halle 1993, S. 54–65.
- Die Rübelandbahn – ein Denkmal der Eisenbahn- und Technikgeschichte. In: Denkmalpflege in Sachsen-Anhalt. Heft 2, 1995.
- Historische Bergbauregionen in Sachsen-Anhalt, Harzer Bergbau, Kupferschieferbergbau, denkmalpflegerisches Rahmenkonzept. Halle (Saale) 1996.
- Das Gradierwerk der Saline Bad Dürrenberg – ein bedeutendes Technisches Denkmal. In: Helfen sie uns, das Gradierwerk Bad Dürrenberg zu erhalten. 1996, S. 4–16.
- Wasserhebung und Wasserlösung. In: Denkmalpflege in Sachsen-Anhalt. Heft 1, 1996, S. 23–30.
- Denkmalpflegerische Aspekte der Haldenlandschaft des Kupferschieferbergaus in Sachsen-Anhalt. In: Denkmalpflege in Sachsen-Anhalt. Heft 2, 1997, S. 135–140.
- Denkmale der Braunkohleindustrie in Sachsen-Anhalt. In: Denkmalpflege in Sachsen-Anhalt. Heft 1, 2000.
- Schiffshebewerk vor Zerstörung und Verfall? In: Die Denkmalpflege. 2007, S. 86–88.
- Der neue Nordzugang an der Klosterkirche Drübeck. In: Denkmalpflege in Sachsen-Anhalt. Heft 1, 2009.
- Ferropolis – Die Stadt aus Eisen. In: Kulturgeschichten aus Sachsen-Anhalt. 2011, S. 102–103.
- Das Pretziener Wehr – Bereits auf der Pariser Weltausstellung 1889 prämierter Hochwasserschutz an der Elbe. In: Kulturgeschichten aus Sachsen-Anhalt. 2011, S. 278–279.
- Johann Gottfried Borlach und die kursächsischen Staatssalinen von Kösen und Dürrenberg. In: Kulturgeschichten aus Sachsen-Anhalt. 2011, S. 36–39.